# Ngày Thế giới Phòng chống Ung thư
Ngày Thế giới Phòng chống Ung thư hay ngày Ung thư Thế giới là một sự kiện toàn cầu được tổ chức vào ngày 4 tháng 2 nhằm nâng cao nhận thức của cộng đồng về căn bệnh ung thư, cách phòng chống, phát hiện và điều trị bệnh.
Ngày Thế giới Phòng chống Ung thư được Hiệp hội Phòng chống Ung thư Quốc tế (UICC) và Tổ chức Y tế Thế giới đề xuất làm ngày lễ quốc tế để hỗ trợ các mục tiêu của Tuyên bố Ung thư Thế giới năm 2008. Mục tiêu chính của ngày Thế giới Phòng chống Ung thư là làm giảm đáng kể số người tử vong và mắc các căn bệnh ung thư tới năm 2020.
Hiệp hội Phòng chống Ung thư Quốc tế điều hành tổ chức ngày Thế giới Phòng chống Ung thư, với sự tham gia của khoảng 300 tổ chức tại 86 quốc gia. Cho đến nay, trọng tâm của Ngày này là công tác phòng chống và kiểm soát bệnh ung thư ở trẻ em.

## Hiện tình bệnh ung thư
Mỗi năm, 12,7 triệu người được chẩn đoán mắc bệnh ung thư và 7,6 triệu người chết vì căn bệnh này. Trong một so sánh tổng thể, cứ 4 người chết thì có một người chết vì bệnh có bướu. Nam giới thường mắc bệnh ung thư phổi và phế quản và ung thư tuyến tiền liệt, ở nữ giới, ung thư vú là nguyên nhân gây tử vong nhiều nhất, tiếp theo là ung thư phổi và phế quản. Xu hướng này đang ngày càng tăng. Các chuyên gia ước tính rằng vào năm 2030, mỗi năm có khoảng 26 triệu người được chẩn đoán mắc bệnh ung thư trên toàn thế giới và 17 triệu người sẽ chết vì nó. Những việc phòng ngừa đúng cách và sống lành mạnh có thể giảm một phần ba những trường hợp mắc bệnh, một phần ba nữa có thể giảm qua việc thường xuyên kiểm tra sức khỏe và xét nghiệm sàng lọc sớm.
Vào ngày Thế giới Phòng chống Ung thư năm 2010, người đoạt giải Nobel về y học Harald zur Hausen khởi xướng việc nâng cao ý thức của người dân toàn cầu, và đề nghị cha mẹ và ông bà trên thế giới nên nêu gương sống lành mạnh cho trẻ em và các cháu: "Lối sống sẽ góp phần đáng kể vào việc mà bạn và con bạn được khỏe mạnh. Ai sống phóng túng, nguy hiểm, không chỉ gây hại cho sức khỏe của chính mình, mà còn của con trẻ của mình... Một sự thay đổi lối sống lâu dài là có thể ngăn chặn khoảng một nửa trong số tất cả các bệnh ung thư".
Lời khuyên cho một cuộc sống lành mạnh:
1. Tránh hút thuốc và hít khói thuốc
2. Giảm tiêu thụ rượu
3. Mặc quần áo kín khi ra nắng, tránh ánh nắng mặt trời trực tiếp vào buổi trưa, dùng quần áo được thiết kế đặc biệt chịu được ánh nắng mặt trời, sử dụng kem chống nắng.
4. Không sử dụng phòng tắm nắng (tanning bed) dùng tia tử ngoại.
5. Bảo vệ bạn chống lại các bệnh nhiễm trùng có thể gây ra ung thư.
6. Vận động và tập thể dục thường xuyên.
7. Hàng ngày dùng nhiều các loại trái cây tươi, rau và salad.
8. Tránh thừa cân.
9. Khi khát, ưu tiên dùng nước thường và trà không đường.
10. Thường xuyên kiểm tra sức khỏe và xét nghiệm sàng lọc sớm tại bác sĩ.